# Elecciones estatales de Sonora de 1997
Las Elecciones estatales de Sonora de 1997 se llevaron a cabo el domingo 6 de julio de 1997, simultáneamente con las elecciones federales, y en ellas se renovaron los siguientes cargos de elección popular del estado mexicano de Sonora:
- Gobernador de Sonora. Titular del Poder Ejecutivo del estado, electo para un periodo de seis años no reelegibles en ningún caso, el candidato electo fue Armando López Nogales.
- 68 Ayuntamientos. Compuestos por un Presidente Municipal y regidores, electos para un periodo de tres años no reelegibles para el periodo inmediato.
- 21 Diputados al Congreso del Estado. Electos por mayoría relativa en cada uno de los Distrito Electorales.

## Resultados electorales

### Gobernador
|  | 32.4 % |

|  | 41.3 % |

|  | 23.2 % |

|  | 1.9 % |

### Municipios
| Partido | Partido                              | Municipios | Municipios |
| ------- | ------------------------------------ | ---------- | ---------- |
|         | Partido Acción Nacional              | 17         |            |
|         | Partido Revolucionario Institucional | 45         |            |
|         | Partido de la Revolución Democrática | 9          |            |
|         | Partido del Trabajo                  | 1          |            |
|         | Partido Verde Ecologista de México   | 0          |            |
|         | Partido Demócrata Mexicano           | 0          |            |
|         | Partido Cardenista                   | 0          |            |
|         | Partido Popular Socialista           | 0          |            |

Fuente: Instituto de Mercadotecnia y Opinión

#### Municipio de Hermosillo
- Jorge Eduardo Valencia Juillerat  Hecho

#### Municipio de Cajeme
- Javier Lamarque Cano  Hecho

#### Municipio de Caborca
- César Salgado Arrizón  Hecho

#### Municipio de Nogales
- Wenceslao Cota Montoya  Hecho

#### Municipio de Magdalena de Kino
- Mario Rochín Durazo  Hecho

#### Municipio de Arivechi
- Samuel Ocaña García  Hecho

#### Municipio de Guaymas
- Sara Valle Dessens  Hecho

#### Municipio de Cananea
- Francisco García Gámez  Hecho

#### Municipio de Navojoa
- Rafael Carlos Quiroz Narváez  Hecho

#### Municipio de Agua Prieta
- Vicente Terán Uribe  Hecho

#### Municipio de San Luis Río Colorado
- Florencio Díaz Armenta  Hecho

#### Municipio de Nacozari de García
- Gerardo Báez Robles  Hecho

#### Municipio de Puerto Peñasco
- Guillermo Flores Díaz  Hecho

#### Municipio de Etchojoa
- Jesús Morales Valenzuela  Hecho

#### Municipio de Empalme
- Jesús Ávila Gómez  Hecho

#### Municipio de Álamos
- Humberto Arana Murillo  Hecho

#### Municipio de Benjamín Hill
- Mario Dgyves Robles  Hecho

### Diputados
| Partido | Partido                              | Distritos | Distritos |
| ------- | ------------------------------------ | --------- | --------- |
|         | Partido Acción Nacional              | 6         |           |
|         | Partido Revolucionario Institucional | 9         |           |
|         | Partido de la Revolución Democrática | 6         |           |
|         | Partido del Trabajo                  | 0         |           |
|         | Partido Verde Ecologista de México   | 0         |           |
|         | Partido Demócrata Mexicano           | 0         |           |
|         | Partido Cardenista                   | 0         |           |
|         | Partido Popular Socialista           | 0         |           |

Fuente: Instituto de Mercadotecnia y Opinión